# Karl Herman Kiffe
Karl Herman Kiffe (* 6. Juli 1927 in Los Angeles; † 10. Mai 2004 in Las Vegas) war ein US-amerikanischer Jazz-Schlagzeuger (auch Bongos) des Swing und Modern Jazz.
Kiffe, der einen Schlagzeugwettbewerb, in dem Gene Krupa als Juror mitwirkte, gewonnen hatte, spielte 1943 eine führende Rolle in der Hausband (Hollywood Canteen Kids) der Hollywood Canteen, dem legendären Club der USO nahe dem Sunset Boulevard (Los Angeles County). 1944 spielte er in einem Low Budget-Film namens Youth Aflame einen Schlagzeuger (Jive Club Drummer). Dann spielte er unter anderem bei Jimmy Dorsey (ab 1945 und 1950 bis 1953), Tex Beneke, Charlie Barnet und von 1948 bis 1950 bei Georgie Auld. In New York arbeitete er mit Charlie Shavers, Stan Getz, Zoot Sims (1956) und  Jimmy McPartland zusammen und war 1957 Mitglied der Herd von Woody Herman.  1958/59 spielte er mit  Red Norvo und begleitete 1959 June Christy, bevor er dann zu Jack Cathcart, dem Gründer einer Vokalgruppe in der Art der Comedian Harmonists, nach Las Vegas ging. Dort war er in der Hausband des Flamingo Hotel und begleitete u. a. Sammy Davis junior.
Tom Lord listet in seiner Diskographie 91 Aufnahmen von 1945 bis 1965 (neben Schlagzeug und Bongo auch Gitarre).